# Союз южноамериканских наций
Союз южноамериканских наций (исп. Unión de Naciones Suramericanas (UNASUR), порт. União de Nações Sul-Americanas (UNASUL), англ. Union of South American Nations, нидерл. Unie van Zuid-Amerikaanse Naties, другое название — Декларация Ку́ско) — региональная политическая и экономическая организация государств Южной Америки, созданная 8 декабря 2004 года. Одно время в эту организацию входили двенадцать стран Южной Америки; по состоянию на 2019 год большинство из них вышли из СЮН.

## История создания
Идея создания единой федерации государств Латинской Америки зародилась в XIX веке. Главным сторонником объединения был Симон Боливар. Однако первая попытка собрать в общую структуру новообразованные государства Южной Америки не получила одобрения со стороны правительств, на многие десятилетия ввязавшиеся в конкурентную борьбу между собой.
Подписание декларации о создании новой организации состоялось 8 декабря 2004 года на саммите 12 государств в Куско (Перу).
В неё вошли государства-члены Южноамериканского общего рынка МЕРКОСУР (Аргентина, Бразилия, Венесуэла, Парагвай и Уругвай), Андского сообщества (Боливия, Колумбия, Перу и Эквадор), а также Чили, Гайана и Суринам.
Гайана и Суринам подписали декларацию, но отложили своё вступление в Южноамериканское сообщество наций на неопределённый срок.
Наибольшую активность при создании сообщества проявили бывшие президенты Перу Алехандро Толедо и Бразилии Луис Инасиу Лула да Силва.
В декларации указано, что она отражает стремление народов Латинской Америки к интеграции, единству и строительству общего будущего. Основная задача нового союза — в течение 15 лет добиться интеграции экономик и создания зоны свободной торговли.
Планируется, что первое время Южноамериканское сообщество будет развиваться путём политической координации действий стран-участниц, а в будущем должны быть созданы общеамериканские институты — совет министров, южноамериканский парламент и суд правосудия.
Местом подписания исторической декларации был выбран город Куско в перуанских Андах — по легенде, он был основан правителем инков Манко Капаком и впоследствии стал столицей обширного государства инков — Тауантинсуйю, самого крупного государства в доколумбовой Америке.
Подписание декларации было приурочено к 180-й годовщине разгрома (9 декабря 1824 года) испанских конкистадоров латиноамериканской армией под предводительством Симона Боливара в битве при Аякучо (Перу).

## Развитие
23 мая 2008 года на саммите UNASUR в Бразилии было принято решение о создании регионального представительного органа «по образцу Европарламента».
16 декабря 2008 года в Сальвадоре (Бразилия) на внеочередном саммите УНАСУР был создан Южноамериканский совет обороны (ЮАСО), совещательный и координационный механизм, направленный на обеспечение условий для снижения напряженности на континенте.
28 августа 2009 в Барилоче (Аргентина) состоялся очередной саммит организации. Основной вопрос повестки дня — присутствие США на семи военных базах Колумбии, против чего резко возражал президент Венесуэлы Уго Чавес.
В мае 2010 года во время встречи представителей стран-участниц UNASUR в Буэнос-Айресе был избран первый генеральный секретарь этой организации — бывший президент Аргентины Нестор Киршнер. Его избрали на двухгодичный срок, однако после смерти 27 октября 2010 года место генерального секретаря заняла Мария Эмма Мехия. Ожидается, что в столице Эквадора Кито будет построена штаб-квартира UNASUR, а месторасположением общего парламента будет город Кочабамба в Боливии.
В апреле 2018 года шесть стран — Аргентина, Бразилия, Чили, Колумбия, Парагвай и Перу — приостановили своё членство. По заявлению аргентинского МИД, причиной выхода Аргентины стал кризис внутри организации. В августе того же года Колумбия объявила о выходе из этой организации. В марте 2019 года президент Бразилии Жаир Болсонару объявил о намерении своей страны выйти из организации. 13 марта 2019 года Эквадор объявил о выходе из организации. Президент страны Ленин Морено также попросил блок вернуть здание штаб-квартиры организации, базирующейся в Кито.
В итоге (в 2021 году) в организации состоят только четыре страны — Боливия, Венесуэла, Гайана, Суринам.

## Флаг
У Союза южноамериканских наций имеется официальный флаг, однако не существует официального соглашения или договора об его использовании. Флаг был предложен президентом Перу Аланом Гарсией Пересом, который в свою очередь был вдохновлён знаменем Индо, созданным Виктором Раулем Айя де ла Торре. Флаг был представлен 23 мая 2008 года на саммите Союза южноамериканских наций в Бразилии. Он состоит из фона светло-голубого цвета, на котором расположен ряд белых линий формирующих вихрь, напоминающий форму субконтинента. Пропорции ширины флага к длине — 2:3.

## Неофициальное влияние
UNASUR выступает в качестве авторитетного регионального судьи и главной площадки взаимопонимания для стран континента, в котором геополитические интересы США (как в ОАГ) сведены к минимуму, а решения принимаются исходя из интересов стран южноамериканского континента.